# GoVia
GoVia est une coentreprise formée entre le groupe de transport britannique Go-Ahead (65 %) et Keolis SA (35 %). 

## Caractéristiques
Govia est un exploitant clé des services ferroviaires de banlieue à Londres et dans le sud-est de l'Angleterre. Il détient la franchise Southern et depuis peu celle  dénommée Integrated Kent Franchise qui remplace l'ancienne South Eastern Trains qui était exploitée sous l'autorité gouvernementale via la Strategic Rail Authority.
Dans « Govia », « Via » rappelle Via-GTI, qui était le nom du partenaire français devenu par la suite Keolis, société du groupe SNCF.